# Ventilago diffusa
Ventilago diffusa là một loài thực vật có hoa trong họ Táo. Loài này được (G. Don) Exell miêu tả khoa học đầu tiên năm 1944.